# Clément-Édouard de Moustier
Clément-Édouard, marquis de Moustier (2 janvier 1779 à Coblence - 5 janvier 1830 à Paris), est un militaire, diplomate et homme politique français.

## Biographie
D'une des plus anciennes familles de la Franche-Comté, fils du marquis Éléonor François Élie de Moustier, diplomate sous l'Ancien Régime, il accompagna son père en différentes missions, et commença ses études à New York, où son père représenta la France de 1787 à 1789. Il émigra avec lui, et, pour échapper à la loi qui déclarait émigré lui-même tout fils d'émigré ayant atteint l'âge de quatorze ans, il quitta Stuttgart, où il continuait ses études, pour rentrer en France en 1793. Il prit part, comme royaliste, aux journées du 1er prairial an III et du 13 vendémiaire an IV, fut arrêté, ne dut sa mise en liberté qu'à sa grande jeunesse, et quitta la France pour rejoindre son père en Angleterre. Débarqué en Normandie en mars 1796 avec d'autres émigrés, il devint aide de camp de M. de Frotté. Blessé dans un combat contre les troupes républicaines, il dut revenir à Londres et ne rentra définitivement dans sa patrie qu'à l'époque du Consulat.
La conscription l'envoya dans un régiment de hussards; mais bientôt il obtint d'entrer dans la diplomatie et devint secrétaire de légation à Dresde en 1801. Il était encore dans cette ville au moment de la campagne de 1806, et ce fut lui qui eut, après Iéna, la garde des prisonniers saxons. En témoignage des égards qu'il leur avait témoignés, le roi de Saxe lui fit présent d'une boîte enrichie de diamants. Il épousa la fille d'Antoine de Laforêt, ministre d'État, et fut nommé, par le crédit de son beau-père, ministre plénipotentiaire en Bade, puis en Wurtemberg, et créé comte de l'Empire le 28 janvier 1809. Après la campagne de Russie, il demanda et obtint son congé, se rallia en 1814 aux Bourbon qui le firent chevalier de Saint-Louis, officier de la Légion d'honneur, et l'envoyèrent en 1820 à Berne, comme ambassadeur.
Grand propriétaire et maire de La-Chapelle-sur-Crécy, il fut élu, le 25 février 1824, député du Doubs (Baume-les-Dames) ; il siégea dans la majorité royaliste, prit quelquefois la parole, remplit, la même année, l'intérim du ministère des Affaires étrangères, que Chateaubriand venait de quitter, et retourna comme ambassadeur en Suisse, d'où il passa, en 1825, à l'ambassade d'Espagne. Les difficultés qu'il éprouva lors de la guerre civile de Portugal à l'occasion de la mort du roi Jean IV, le firent rappeler en 1828. Il s'était représenté à la députation, aux élections générales du 4 novembre 1827, dans son arrondissement, mais avait échoué.
Il est le père de Léonel de Moustier.

## Publications
- Servitudes sur les bords des rivières navigables (1819)

## Sources
1. ↑  Charles Oudiette, Dictionnaire topographique des environs de Paris, 1821 (lire en ligne), p. 143

- Xavier Lacroix, « Clément-Édouard de Moustier : une vie de diplomate sous l'Empire et la Restauration », dans Revue d'histoire diplomatique, Paris, A. Pedone, n°2, 2021.
- « Clément-Édouard de Moustier », dans Adolphe Robert et Gaston Cougny, Dictionnaire des parlementaires français, Edgar Bourloton, 1889-1891 [détail de l’édition]